# 提布斯·海
提布斯·海（日语：／ Kai Toews，1994年10月13日—），兵庫縣神戶市出生，日本男子籃球运动员。他畢業於東京都東洋大學京北中學高等學校及坎伯蘭縣布里奇頓學院等，曾效力宇都宮皇者、滋賀湖星，現效力B聯賽的東京電擊，擔任控球後衛。在2020至2021年賽季獲得日本B聯盟最佳新秀獎以及最佳五人新秀獎。同時，他亦為日本國家籃球隊的重要成員，曾代表國家贏得2022年亞洲盃籃球比賽第七名，以及2024年奧運男籃賽拿得第11名。
父親是加拿大人，目前擔任富士通紅浪女子籃球隊的總教練BT Toews；母親為日本人。弟弟提布斯·盧卡同樣是一名籃球選手。
他的表弟喬納森·托斯曾於2007年至2023年間效力於國家冰球聯盟的芝加哥黑鷹隊。

## 早年及在學時期
提布斯從小踢足球，直到四年級才開始接觸籃球。他的父親BT Toews是前職業球員，從小就教導他籃球的基本技巧。提布斯在成長過程中曾表示，自己最喜愛的籃球員是艾倫・艾佛森。他在東洋大學京北中學高等學校就讀一年級和二年級期間曾受到日本大學的招募，但他心懷更高的志向，決定赴美深造，轉學至布里奇頓學院一年，第二年轉學至北野山蒙特赫爾曼中學。
他收到了多所大學作為獎學金球員的邀約，並於最後一個學年開打前的 2017 年 7 月，進入 NCAA 一級的北卡羅來納大學威明頓分校就讀。曾被選為海體育協會(CAA)的「本週最佳新人」。

## 職業生涯
2019 年 12 月，他離開大學並決定返國轉為職業球員。
2020年1月10日，以特別指定球員身份加入宇都宮皇者。並於1月15日對戰澀谷陽光搖滾的比賽中完成職業初登場。
2022年6月13日，提布斯與滋賀湖星簽約。
2023年6月30日，提布斯與東京電擊簽約。

## 國家隊生涯
U-15及U-19日本國家隊。
2018年，入選為日本国家男子篮球队候補，並於同年及2019年參加第四十一屆威廉·瓊斯盃國際籃球邀請賽獲得第三名
。
2022年6月，在汤姆·霍瓦斯執教體制下，入選世界盃資格賽的出賽名單。隔月，亦代表2022年亞洲盃籃球賽。

### 生涯數據
| 年度    | 所屬球隊   | 背號 | 出賽(先發) | 籃板(攻/守) | 助攻 | 抄截 | 阻攻 | 失誤 | 犯規 | 得分 | 兩分命中率 | 三分命中率 | 罰球命中率 |
| ------- | ---------- | ---- | ---------- | ----------- | ---- | ---- | ---- | ---- | ---- | ---- | ---------- | ---------- | ---------- |
| 2019-20 | 宇都宮皇者 | 7    | 12(0)      | 10(2/8)     | 22   | 2    | 0    | 7    | 13   | 69   | 59.5%      | 35.0%      | 100.0%     |
| 2020-21 | 宇都宮皇者 | 7    | 60(3)      | 105(16/89)  | 157  | 33   | 0    | 72   | 101  | 357  | 42.2%      | 29.3%      | 67.8%      |
| 2021-22 | 宇都宮皇者 | 7    | 48(16)     | 91(4/87)    | 143  | 33   | 0    | 64   | 82   | 277  | 38.0%      | 32.0%      | 75.0%      |
| 2022-23 | 滋賀湖星   | 7    | 48(48)     | 176(24/152) | 332  | 44   | 2    | 137  | 73   | 597  | 42.7%      | 59.2%      | 71.9%      |
| 2023-24 | 東京電擊   | 7    | 60(60)     | 126(24/102) | 285  | 51   | 7    | 97   | 135  | 643  | 44.8%      | 33.6%      | 72.1%      |

## 外部連結
- 提布斯·海在fiba.basketball（英语）
- 提布斯·海在B.LEAGUE官網（日语）
- 提布斯·海在Basketball-Reference.com（國際）（英语）
- 提布斯·海在Sports-Reference.com（NCAA）（英语）
- 提布斯·海在Eurobasket.com（球員）（英语）
- 提布斯·海在Proballers（英语）
- 提布斯·海在RealGM（英语）
- 提布斯·海在Olympics.com（英语）
- 宇都宮王道球員介紹 （页面存档备份，存于）